# Asperoteuthis nesisi
Asperoteuthis nesisi е вид главоного от семейство Chiroteuthidae.

## Разпространение
Видът е разпространен във Фолкландски острови.